# 海蟑螂
海蟑螂科（學名：Ligiidae）是一種常見的岸棲甲殼類，平常絕少在海中活動，但遭遇危險會逃入海中。以生物屍體及有機碎屑為食，為食腐動物。有七對步足，及一雙複眼，因外形與習性類似蟑螂而得名。

## 特徵
體長1.5-2.5 cm左右。除了頭外，身體有十三節，其中胸部七節，腹部六節。有七對腳分佈在胸部的七節。尾部腹面是呼吸器官，有12塊薄膜。頭上有一對大眼，一對觸鬚和嘴。在水中或陸地都靠保持濕濕的尾部腹面薄膜呼吸。海蟑螂有抱卵的習性。每年11月為抱卵孵化最多時期。早上或傍晚，就從棲身處向有食物的地方列隊前進。海蟑螂是生活在潮間帶高位的生物。冬天常躲在岩石縫裡。由於海蟑螂的主食為海藻，所以沿海居民並不將其與骯髒做聯結，常用海蟑螂作為釣餌使用。在中醫方面，海蟑螂可以入藥，用於内服，主要有活血解毒、消積、主跌打損傷、癰瘡腫毒、小兒疳積等作用。

## 種類
海蟑螂包括下列各屬及物種：
- Caucasoligidium Borutzky, 1950
- Ligia Fabricius, 1798
  - 澳洲海蟑螂 Ligia australiensis：Australian sea slater、Australian marine slater ，分布於澳洲南部海岸包括塔斯馬尼亞島。
  - 母岛海蟑螂 Ligia boninensis：分布於日本小笠原群島。
  - 母島新種海蟑螂 Ligia torrenticola - 分佈於日本小笠原群島[3][4]。
  - 暗灰海蟑螂 Ligia cinerascens：分布於日本北海道和日本北部的本州以及千島群島，還有俄羅斯西部的彼得大帝灣。
  - 奇異海蟑螂 Ligia exotica：Wharf roach，又名海蟑螂，世界各地都有蹤跡。
  - 八丈島海蟑螂 Ligia hachijoensis：分布於日本伊豆群島
  - 三宅島海蟑螂 Ligia miyakensis：分布於日本伊豆群島
  - 大洋海蟑螂 Ligia oceanica：Common sea slater、Common sea roach，又名海蟑螂，分布於歐洲大西洋沿岸、波羅的海西部海岸，可能被引入北美洲大西洋沿岸。
  - Ligia ryukyuensis：分布於日本。
  - 台灣海蟑螂 Ligia taiwanensis：又名臺灣海蟑螂，分布於台灣。
- Ligidioides Wahrberg, 1922
- Ligidium Brandt, 1833
  - 日本海蟑螂 Ligidium japonicum：分布於日本潮濕的森林中。
- Tauroligidium Borutzky, 1950
- Typhloligidium Verhoeff, 1918